# Suprema Corte de Justicia de la Nación
| Staatswappen Mexikos |
| SCJN                 |

Der Suprema Corte de Justicia de la Nación (SCJN) ist der oberste Gerichtshof in Mexiko.

## Richterämter
Der SCJN setzt sich zusammen aus 11 Bundesrichtern, sogenannten Ministros, darunter aus ihrer Mitte auch der Präsident des obersten Gerichtshofes. Die Bundesrichter werden vom Senat des Kongress der Union Mexiko aus der Vorschlagsliste des mexikanischen Präsidenten ausgewählt. Die Amtszeit als Bundesrichter ist auf maximal 15 Jahre festgelegt, eine zweite Amtsperiode ist nicht möglich. Aus der Mitte der Bundesrichter wählen diese den Präsidenten des obersten Gerichtshofes, dessen Amtsperiode auf vier Jahre begrenzt ist. Eine Wiederwahl in dieses Amt ist möglich, allerdings nicht unmittelbar aufeinanderfolgend.

## Präsidenten
| Amtsinhaber                         | Amtszeit  |
| ----------------------------------- | --------- |
| Enrique M. del Río                  | 1917–1919 |
| Ernesto Garza Pérez                 | 1919–1920 |
| Enrique Moreno Pérez                | 1920–1922 |
| Gustavo A. Vicencio                 | 1922–1923 |
| Francisco Modesto Ramírez           | 1923–1924 |
| Gustavo A. Vicencio                 | 1924–1925 |
| Manuel Padilla                      | 1925–1927 |
| Francisco Díaz Lombardo             | 1927–1928 |
| Jesús Guzmán Vaca                   | 1928–1929 |
| Julio García                        | 1929–1933 |
| Francisco H. Ruiz                   | 1934      |
| Daniel V. Valencia                  | 1934–1940 |
| Salvador Urbina                     | 1941–1951 |
| Roque Estrada Reynoso               | 1952      |
| Hilario Medina                      | 1953      |
| José María Ortiz Tirado             | 1954      |
| Vicente Santos Guajardo             | 1955–1956 |
| Hilario Medina                      | 1957      |
| Agapito Pozo Balbás                 | 1958      |
| Alfonso Guzmán Neyra                | 1959–1964 |
| Agapito Pozo Balbás                 | 1965–1968 |
| Alfonso Guzmán Neyra                | 1969–1973 |
| Euquerio Guerrero López             | 1974–1975 |
| Mario G. Rebolledo Fernández        | 1976      |
| Agustín Téllez Cruces               | 1977–1981 |
| Mario G. Rebolledo Fernández        | 1982      |
| Jorge Iñárritu y Ramírez de Aguilar | 1982–1985 |
| Carlos del Río Rodríguez            | 1986–1990 |
| Ulises Schmill Ordóñez              | 1991–1994 |
| José Vicente Aguinaco Alemán        | 1995–1999 |
| Genaro David Góngora Pimentel       | 1999–2002 |
| Mariano Azuela Güitrón              | 2002–2006 |
| Guillermo I. Ortiz Mayagoitia       | 2007–2010 |
| Juan N. Silva Meza                  | 2011–2014 |
| Luis María Aguilar Morales          | 2015–2018 |
| Arturo Zaldívar Lelo de Larrea      | 2019–2022 |
| Norma Lucía Piña Hernández          | 2023–     |